# Мардік Мардікян
Мардік Кеворк Мардікян (араб. مَاردِيْك كِيْفُورك مَاردِيْكيَان / вірм. Մարտիկ Գէորգ Մարտիկեան; нар. 14 березня 1992, Латакія, Сирія) — сирійський футболіст, нападник та вінґер «Хуттіна».

## Клубна кар'єра

### Сирія
Футбольну кар'єру розпочав у «Хуттін» (Латакія), у футболці якого 2009 року дебютував у Прем'єр-лізі Сирії. Відзначився за клуб з Латакії 5-ма голами за чотири сезони.

### Бахрейн
Після чудової гри з «Хуттіні» заслужив похвалу та отримав пропозиції від різних клубів РСАДПЗ. Зрештою, у 2012 році перейшов в оренду в «Ріффу». Він відзначився 5-ма голами за клуб із Ріффи, в тому числі один у ворота оманського клубу «Ан-Нагда» в Лізі чемпіонів Перської затоки 2012.

### Повернення до Сирії
Повернувся до Сирії та клубу «Хуттін». У сезоні 2012/13 років відзначився 4-ма голами.

### Йорданія
У 2013 році знову перейшов в оренду, до Йорданії, де підписав контракт з клубом «Аль-Джазіра» з Аммана. Відзначився 8-ма голами за клуб.

### Оман
У тому ж сезоні переїхав в оренду до Оману, де підписав контракт із новачком Професійної ліги, «Сохар». Цей крок виявився найкращим у його кар'єрі: забив за клуб одинадцять м'ячів у лізі, став найкращим бомбардиром клубу та допоміг йому залишитися у вищому дивізіоні.
17 липня 2014 року підписав 1-річний контракт з «Фанджею». Дебютував за нову команду 12 вересня 2014 року в переможному (1:0) матчі проти клубу «Аль-Сувайка». У грудні 2014 року залишив «Фанджу».

### Катар
19 січня 2015 року підписав 6-місячний контракт «Аль-Мархією» з Другого дивізіону чемпіонату Катару.
Сезон 2015/16 провів в іракському футбольному клубі «Нафт Аль-Васат», з яким став віце-чемпіоном країни.
У сезоні 2016/17 років грав за «Аль-Джазіру», у складі якої став найкращим бомбардиром сезону чемпіонату Йорданії. У 17-ти матчах чемпіонату відзначився 13-ма голами.
Наступний сезон провів у катарському «Аль-Арабі». Дебютував за нову команду 16 вересня 2017 року в програному (1:3) домашньому матчі проти «Ас-Сайлії». У складі «Аль-Арабі» провів півсезону.
На початку 2018 року повернувся до йорданської «Аль-Джазіри», у складі якої в сезоні 2017/18 років став віце-чемпіоном країни.

## Кар'єра в збірній
З 2012 року виступає за національну збірну Сирії. Дебютував за збірну 22 серпня 2012 року в програному (1:2) товариському матчі проти Індії. Першим голом за національну команду відзначився 24 травня 2015 року в нічийному (2:2) поєдинку проти Лівану. У складі збірної Сирії грав у матчах кваліфікації чемпіонату світу 2018 та на Кубку Азії 2019 року.

## Особисте життя
Етнічний вірменин. Його батько Кеворк Мардікян відомий як один із найкращих сирійських футболістів усіх часів.

## Статистика виступів

### Клубна
| Клуб              | Сезон             | Ліга                  | Ліга  | Ліга | Кубок | Кубок | Конт. кубки | Конт. кубки | Інші  | Інші | Загалом | Загалом |
| Клуб              | Сезон             | Дивізіон              | Матчі | Голи | Матчі | Голи  | Матчі       | Голи        | Матчі | Голи | Матчі   | Голи    |
| ----------------- | ----------------- | --------------------- | ----- | ---- | ----- | ----- | ----------- | ----------- | ----- | ---- | ------- | ------- |
| «Хуттін»          | 2010–11           | Прем'єр-ліга Сирії    |       | 2    |       | 2     | 0           | 0           | 0     | 0    |         | 4       |
| «Хуттін»          | 2011–12           | Прем'єр-ліга Сирії    |       | 4    |       | 0     | 0           | 0           | 0     | 0    |         | 4       |
| «Хуттін»          | 2012–13           | Прем'єр-ліга Сирії    |       | 4    |       | 0     | 0           | 0           | 0     | 0    |         | 4       |
| «Хуттін»          | Загалом           | Загалом               |       | 10   |       | 2     | 0           | 0           | 0     | 0    |         | 12      |
| «Ріффа»           | 2011–12           | Прем'єр-ліга Бахрейну |       | 4    |       | 0     | 0           | 0           | 0     | 1    |         | 5       |
| «Аль-Джазіра»     | 2012–13           | Йорданська Про-Ліга   |       | 8    |       | 0     | 0           | 0           | 0     | 0    |         | 8       |
| «Сохар»           | 2013–14           | Професійна ліга Оману | 22    | 11   | 0     | 0     | 0           | 0           | 0     | 0    | 22      | 11      |
| «Фанджа»          | 2014–15           | Професійна ліга Оману |       | 3    | 0     | 0     | 0           | 0           | 0     | 0    |         | 3       |
| Усього за кар'єру | Усього за кар'єру | Усього за кар'єру     |       | 36   |       | 2     | 0           | 0           |       | 1    |         | 39      |

### У збірній
| Дата       | Місто   | Господарі | Результат | Гості | Турнір                      | Голи | Примітки |
| ---------- | ------- | --------- | --------- | ----- | --------------------------- | ---- | -------- |
| 10-01-2019 | Аль-Айн | Йорданія  | 2 – 0     | Сирія | Кубок Азії 2019 - 1-й раунд | -    | 2' 46'   |
| Усього     |         | Матчів    | 1         |       | Голів                       | 0    |          |

## Досягнення
«Фанджа»
- Суперкубок Оману
  -  Фіналіст (1): 2014

«Аш-Шорта»
- Суперкубок Іраку
  -  Володар (1): 2022